# Aníbal Malvar
Aníbal Calvo Malvar, conegut com a Aníbal Malvar (la Corunya, 1964) és un periodista i escriptor gallec en gallec i castellà. És autor de diverses novel·les negres i també guionista de còmics en col·laboració amb Rober G. Méndez. Va treballar com a periodista al diari El Mundo i el 2011 al diari Público. Periodista polèmic, alguns dels seus articles sobre sobre els McCann o sobre la situació lingüística de Galícia han rebut dures crítiques per altres mitjans.

## Obra en gallec

### Narrativa
- Soño do violinista (1990), llibre de contes i poemes.
- Un home que xaceu aquí (1993, Sotelo Blanco).
- A man dereita (1994, Xerais), Premi García Barros.
- Unha noite con Carla (1995, Xerais), Premi Xerais.
- Á de mosca (1998, Xerais)

### Obres col·lectives
- Na boca do lobo (1998, Tris Tram).

### Guions de còmics
- A irmandade dos lectores tristes (1994, Caixa Galicia).
- Flores desde Hiroshima (1995, Xerais).
- No nome da amada morta (1996, Xerais).
- A maldición dos Velasco (1999, Xerais).

## Obra en castellà

### Narrativa
- La balada de los miserables (2012, Akal).
- Lucero (2019, Akal).